# Nie ma mnie
Nie ma mnie – czwarty singel polskiej piosenkarki Lanberry z jej drugiego albumu studyjnego, zatytułowanego miXtura. Singel został wydany 24 października 2018.
Piosenka była nominowana do nagrody polskiego przemysłu fonograficznego Fryderyka w kategorii „utwór roku”.
Kompozycja znalazła się na 13. miejscu listy AirPlay – Top, najczęściej odtwarzanych utworów w polskich rozgłośniach radiowych. Nagranie otrzymało w Polsce status złotego singla, przekraczając liczbę 10 tysięcy sprzedanych kopii.

## Geneza utworu i historia wydania
Utwór napisali i skomponowali Małgorzata Uściłowska, Jakub Krupski i Krzysztof Morange, natomiast jego produkcją zajęli się GRDRB.MSC.
Singel ukazał się w formacie digital download 24 października 2018 w Polsce za pośrednictwem wytwórni płytowej Universal Music Polska. Piosenka została umieszczona na drugim albumie studyjnym Lanberry – miXtura.
4 listopada 2018 wykonała piosenkę w Dzień dobry TVN. 10 grudnia singel w wersji akustycznej został wykonany na żywo w ramach cyklu recitali „Zet na Punkcie Muzyki” Radia Zet. 3 lutego 2019 utwór został zaprezentowany telewidzom stacji TVP2 w programie Pytanie na śniadanie. 9 marca wykonała „Nie ma mnie” podczas gali Fryderyki 2019.
W styczniu 2019 singel uzyskał nominację do nagrody polskiego przemysłu fonograficznego Fryderyka w kategorii „utwór roku”.
Utwór znalazł się na kilkunastu polskich składankach m.in. Fresh Hits Zima 2019 (wydana 16 listopada 2018), Fresh Hits Wiosna 2019 (wydana 22 lutego 2019), 
RMF Styl vol. 8 (wydana 22 lutego 2019), Bravo Hits Wiosna 2019 (wydana 8 marca 2019), Fryderyk Festival 2019 (wydana 8 marca 2019), The Best of Poland. Volume 3 (wydana 11 października 2019).

## „Nie ma mnie” w stacjach radiowych
Nagranie było notowane na 13. miejscu w zestawieniu AirPlay – Top, najczęściej odtwarzanych utworów w polskich rozgłośniach radiowych.

## Teledysk
Do utworu powstał tzw. „lyric video” („teledysk tekstowy”). Za montaż i animacje odpowiedzialny był Paweł Przybylski, a za zdjęcia Dawid Ziemba. Udostępniony został w dniu premiery singla za pośrednictwem serwisu YouTube.

## Lista utworów
- Digital download[2]

1. „Nie ma mnie” – 3:28

## Notowania

### Pozycje na listach airplay
| Kraj   | Lista (2018)      | Najwyższa pozycja |
| ------ | ----------------- | ----------------- |
| Polska | AirPlay – Top     | 13                |
| Polska | AirPlay – Nowości | 4                 |

## Certyfikaty
| Kraj          | Certyfikat  | Sprzedaż |
| ------------- | ----------- | -------- |
| Polska (ZPAV) | złota płyta | 10 000+  |